# Venaria Reale
|  | „Chi vede Torino e non vede Venaria, vede la madre ma non la figlia. ( Aki Torinot látja, de Venariát nem, az az anyát látja, de a lányát nem) ” |
|  | – piemonti közmondás |

Venaria Reale ([ve-na-rì-a]; piemontiul La Venarìa vagy La Venerìa) egy 34.651 lakosú város Torino megyében. A kezdetekben neve Altessano volt, amely a 16. században két településre vált szét, így született meg Altessano Superiore (a későbbi Venaria), és Altessano Inferiore, amit a mai napig Altessanonak hívnak, és Venaria egy városrésze.
Torinón kívül az egyetlen piemonti település, amelynek területén két Savoyai-rezidencia is található: a 17-18. századi kastély, és a 19. században épült királyi lakosztályok.

## Látnivalók
- az óváros
- La Reggia di Venaria (Savoyai-kastély, „A Savoyai királyi család rezidenciái” elnevezésű világörökségi helyszín része)
- A Savoyai - lakosztályok
- Sant Uberto templom

## Testvérvárosok
- Brassó, Románia

## Fordítás
- Ez a szócikk részben vagy egészben  a   Venaria Reale című olasz Wikipédia-szócikk fordításán alapul.  Az eredeti cikk szerkesztőit annak laptörténete sorolja fel. Ez a jelzés csupán a megfogalmazás eredetét és a szerzői jogokat jelzi, nem szolgál a cikkben szereplő információk forrásmegjelöléseként.